# Польз Лавуазье, Мария-Анна Пьеретта

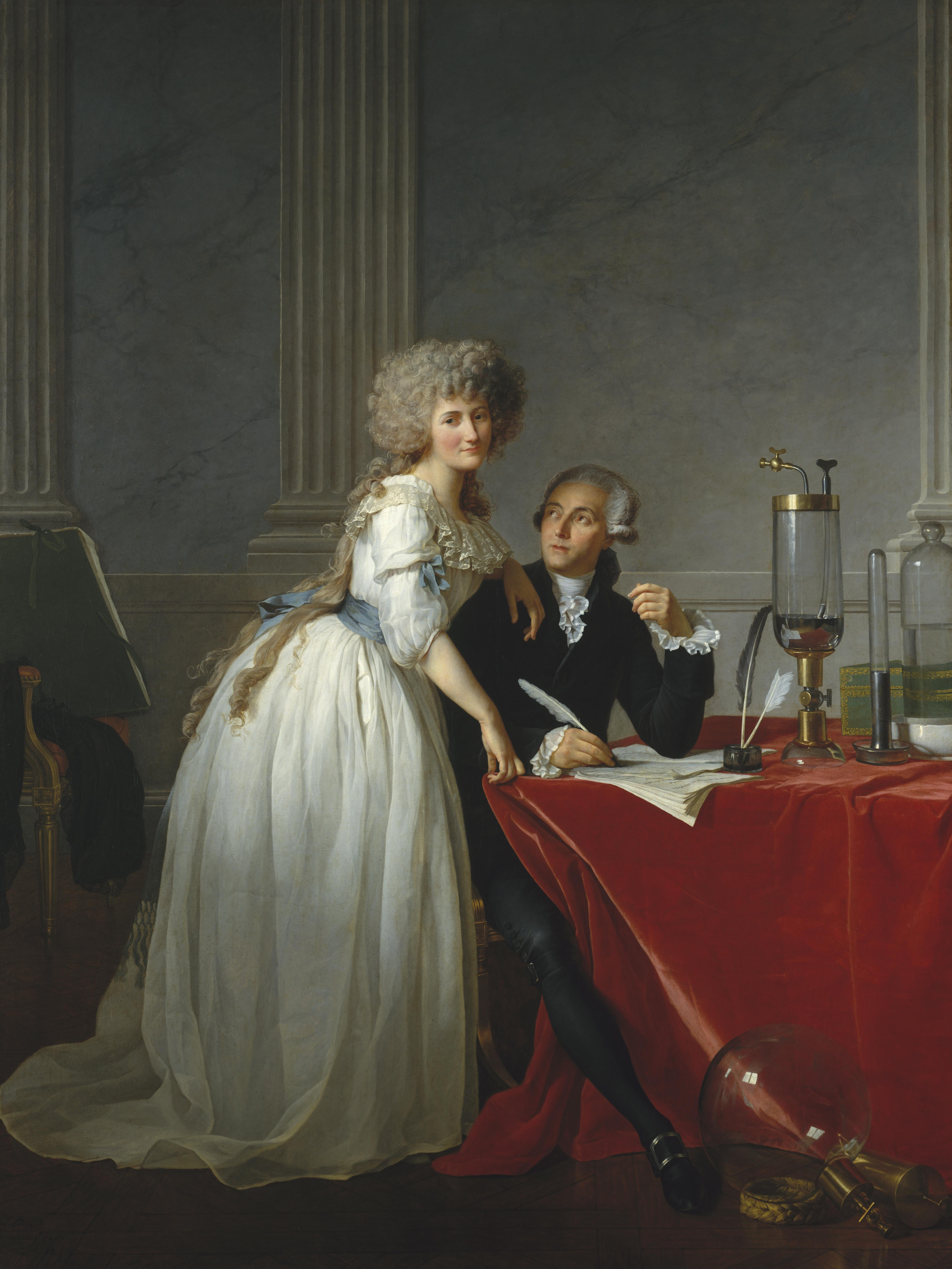
Портрет господина и госпожи Лавуазье. Работа Ж.-Л. Давида, 1788 (Метрополитен-музей)

Мари́я-А́нна Пьере́тта Польз Лавуазье́ (фр. Marie-Anne Pierrette Paulze Lavoisier; 20 января 1758, Монбризон, Франция — 10 февраля 1836, Париж, Франция) — французская художница, химик, научная переводчица

. Супруга в первом браке Антуана Лорана Лавуазье, во втором — Бенджамина Томпсона, графа Румфорда. Известна как научный ассистент Лавуазье и иллюстратор его трудов.

## Биография

### Детские годы
Мария Анна Пьеретта Польз родилась 20 января 1758 года в семье богатого парижского буржуа Жака Польза (фр. Jacques Paulze, sieur de Chasteignolles; 1723—1794). Мать Клодин, урождённая Тойне (фр. Claudine Thoynet de Rozières-Paulze; ум. 1761), была племянницей аббата Жозефа Терре, ставшего в 1769 году генеральным контролёром (министром) финансов и одним из самых могущественных людей Королевства. В обязанности Терре входил также надзор за деятельностью Генерального откупа. Мать скончалась в 1761 году, оставив после себя не только трёхлетнюю Марию-Анну, но и двух сыновей. После смерти матери Мария Анна была отдана в пансион при монастыре, где получила формальное образование.

### Брак с Лавуазье

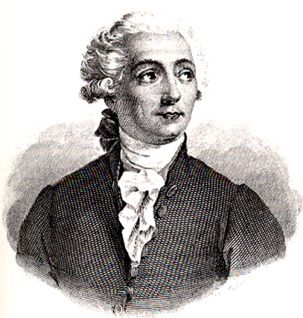
Антуан Лоран Лавуазье

Автопортрет Марии Анны Польз, написанный вскоре после вступления в брак

По достижении ею возраста тринадцати лет отец получил предложение о браке от графа Д’Амерваля (фр. d’Amervale), которому было почти 50 лет. Польз к тому времени стал директором Генерального откупа и директором Ост-Индской компании. Граф имел скандальную репутацию, был крайне стеснён в средствах и надеялся за счёт богатого приданого поправить дела. Намерения Д’Амерваля поддерживались Терре, двоюродным дедом. Жак Польз пытался возражать против подобного брака дочери и занял сначала выжидательную позицию. Но Терре настаивал, и тогда отец направляет ему вежливое по форме, но жёсткое по сути письмо, которое заканчивает словами: «Моя дочь не любит его, и я не могу сделать это против её воли». Разгневанный Терре пригрозил Пользу увольнением с должности директора, однако этому воспротивились другие члены Генерального откупа.
В доме Польза частым гостем был его помощник Антуан Лоран Лавуазье, которого связывала с Марией Анной взаимная симпатия. Молодые люди не только играли в салонные игры, но и беседовали на темы геологии, химии и астрономии. Чтобы сорвать нежеланный брак, Польз делает Лавуазье предложение о браке с дочерью. Лавуазье согласился, брачный контракт был подписан 4 декабря 1771 года: Жак Польз дал в приданое 80 тысяч ливров в течение шести лет, из которых 21 тысячу наличными. Финансовые соображения не имели для Лавуазье особого значения: он уже обладал в это время собственным капиталом в 170 тысяч ливров, получил от отца 250 тысяч; наконец, откуп давал ему до 20 тысяч ливров в год. Узнав о помолвке, Терре не стал противиться: венчание состоялось 16 декабря в его домовой церкви Hôtel Des Finances (на улице Neuve des Petits Champs). Лавуазье было 28 лет, Марии Анне — неполных 14. Молодая пара стала жить в доме отца Лавуазье. Брак оказался счастливым, хотя и бездетным.

### Участие в научных исследованиях

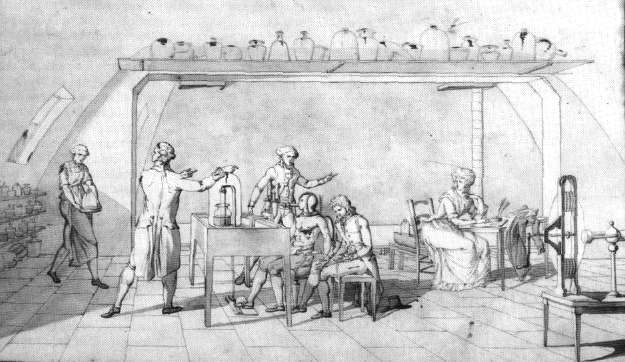
Опыты Лавуазье по изучению человеческого дыхания (рисунок сепией Марии-Анны Польз)

Юную супругу живо интересовало всё, чем занимался её муж, особенно его химические исследования. Лавуазье, продолжая работать в Генеральном откупе, в 1775 году после коронации Людовика XVI был назначен одним из четырёх директоров созданного управления порохов и селитр при Арсенале. Здесь же располагались его новая квартира, библиотека и лаборатория, из которой вышли почти все его химические работы. День Лавуазье был загружен до предела: подъём в 5 утра, с 6 до 9 работа в лаборатории, затем до полудня занятия делами Откупа, после чего он отправлялся в Арсенал или в Академию наук. Вечером, после обеда, с 19 до 22 часов — вновь исследования в лаборатории или работа за письменным столом. По субботам Лавуазье общался с друзьями, коллегами и учениками. Лаборатория Лавуазье была одним из главных научных центров Парижа того времени. В ней сходились представители различных отраслей знания для обсуждения научных вопросов, сюда же приходили и начинающие молодые работники науки учиться у Лавуазье. Эти еженедельные встречи позволяли Марие-Анне быть в курсе последних новостей науки.
Она стала брать уроки химии у Жана Батиста Мишеля Буке, друга Лавуазье, одного из первых французских учёных, принявших «химическую революцию», выучила английский язык, чтобы переводить для мужа труды британских учёных Дж. Пристли, Г. Кавендиша, Р. Кирвана и других. Две изданные во Франции в её переводе с английского брошюры Кирвана (в частности «Очерк о флогистоне и о конституции кислот») Мария-Анна снабдила многочисленными химическими комментариями, в которых указала на несколько допущенных в работе фактических ошибок. В 1777 году она обратилась к своему брату с просьбой дать ей уроки латинского языка, так как это может помочь Лавуазье в работе.

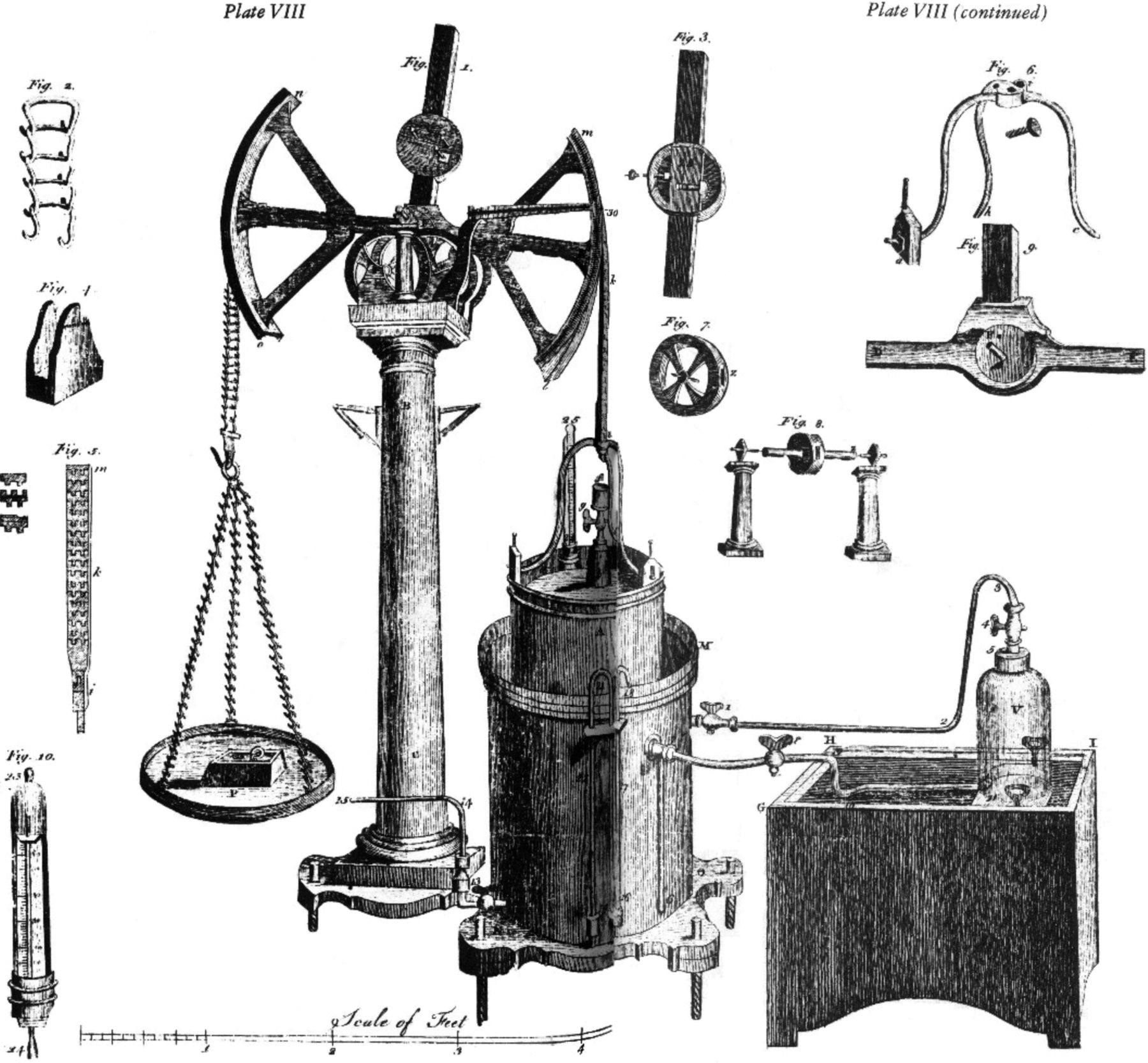
Весы Лавуазье для определения массы реагентов и продуктов реакции (гравюра Марии-Анны Польз в Traité Élémentaire de Chimie)

Мария-Анна начала принимать активное участие в лабораторных работах мужа, став его «правой рукой». Во время проведения экспериментов Мария-Анна пристраивалась за небольшим столиком, записывая все результаты и наблюдения, произносимые вслух Антуаном Лораном и его помощниками. Она заносила в лабораторные дневники также все отрывочные записи, которые её муж делал на оборотах писем, конвертах, игральных картах. В 1786 году Мария Анна брала уроки рисования у знаменитого живописца Жака-Луи Давида. Позже она собственноручно изготовила 13 превосходных гравюр по своим карандашным рисункам и акварелям для Traité Élémentaire de Chimie («Элементы химии», 1789 год), подписав их Paulze Sculptis. Сохранились также её рисунки сепией с изображением опытов с дыханием человека в лаборатории Арсенала: кроме Лавуазье, на них изображены Пьер-Симон Лаплас и Арман Сеген. В обеих сценах, «Человек в работе» и «Человек в состоянии покоя», Мария Анна изображает себя на втором плане в роли секретаря.
В доме Лавуазье часто бывали известные иностранные учёные (Дж. Пристли, Д. Уатт, Б. Франклин и др.). Мария-Анна не только принимала гостей, но и, ввиду крайней занятости мужа, поддерживала с ними научную переписку. Английский писатель Артур Юнг был восхищён Марией Анной после посещения дома Лавуазье 16 октября 1787 года: «Г-жа Лавуазье, особа очень образованная, умная и живая, приготовила нам завтрак по-английски; но лучшая часть её угощения, без сомнения, её разговор, частью об „Опыте о флогистоне“ Кирвана, частью о других предметах, которые она умеет передавать замечательно интересно». Можно сказать, что мадам Лавуазье стала неутомимым пропагандистом новой химии и успехов своего мужа.

### Французская революция
В ноябре 1793 года Лавуазье, в связи с его видным местом в Генеральном откупе, был обвинён в предательстве интересов народа и арестован вместе с тестем, Жаком Пользом, и другими откупщиками. 28 ноября 1793 года он был заключён в тюрьму Пор-Либр. Мария-Анна регулярно навещала арестованных и боролась за их освобождение. Она отстаивала их интересы перед Антуаном Дюпеном, бывшим откупщиком, которого Конвент определил обвинителем по делу Откупа. Несмотря на её усилия, Лавуазье и Польз были судимы, признаны виновными в измене и участии «в заговоре с врагами Франции против французского народа, имевшем целью похитить у нации огромные суммы, необходимые для войны с деспотами». Казнь на гильотине 28 бывших генеральных откупщиков состоялась 8 мая 1794 года в Париже.
Вскоре после казни Лавуазье к вдове явились судебные приставы, чтобы описать имевшиеся в доме книги, мебель, предметы искусства и научный инструментарий. Список занял 178 страниц. У неё были конфискованы всё имущество и денежные средства — от «дилижанса в английском стиле» до «медных весов». Сама процедура изъятия растянулась на несколько недель, поскольку проводилась различными специалистами. В описи химического оборудования принимали участие К. Л. Бертолле и Н. Леблан. Мадам Лавуазье заняла маленькую комнату на первом этаже, окна которой выходили в небольшой сад. Из обстановки ей оставили только крашеную деревянную кровать, три плетёных кресла и две щербатые фарфоровые вазы.
14 июня 1794 года, спустя месяц с небольшим после казни отца и мужа, Мария-Анна была арестована по распоряжению Комитета общественной безопасности и отправлена в тюрьму, расположенную на улице Neuve des Capucines. Вскоре был арестован и её давний любовник Пьер Самюэль Дюпон. Как и многих, их спасло падение Робеспьера 27 июля 1794 года. 17 августа 1794 года Комитет принял решение о её освобождении и возвращении ей имущества. Через несколько дней был освобождён и Пьер Самюэль.

### Времена Директории
Несмотря на своё тяжёлое положение, Мария-Анна организовала издание трудов Лавуазье и его единомышленников Mémoires de Chimie (1796—1799), отражающих новые химические взгляды. Первый том содержал статьи по теплоте и образованию жидкостей, а второй посвящался горению, исследованию воздуха, прокаливанию металлов, действию кислот и составу воды. Она составила предисловие, в котором обвиняла в смерти мужа его коллег. По её мнению, учёные, которые должны были бы выступить в защиту Лавуазье, ничего не сделали для его спасения. Это предисловие, однако, не было включено в окончательную публикацию. Тем не менее, её усилия закрепили роль Лавуазье в создании новой химической теории.
Мадам Лавуазье вела вполне светский образ жизни, салон её посещали знаменитые учёные Ж. Кювье, А. фон Гумбольдт, Ф. Араго, Ж.-Б. Био, Лаплас. Но она прекратила сношения с Фуркруа, де Морво и другими коллегами Лавуазье, принадлежавшими в эпоху террора к крайней партии.

### Последние годы

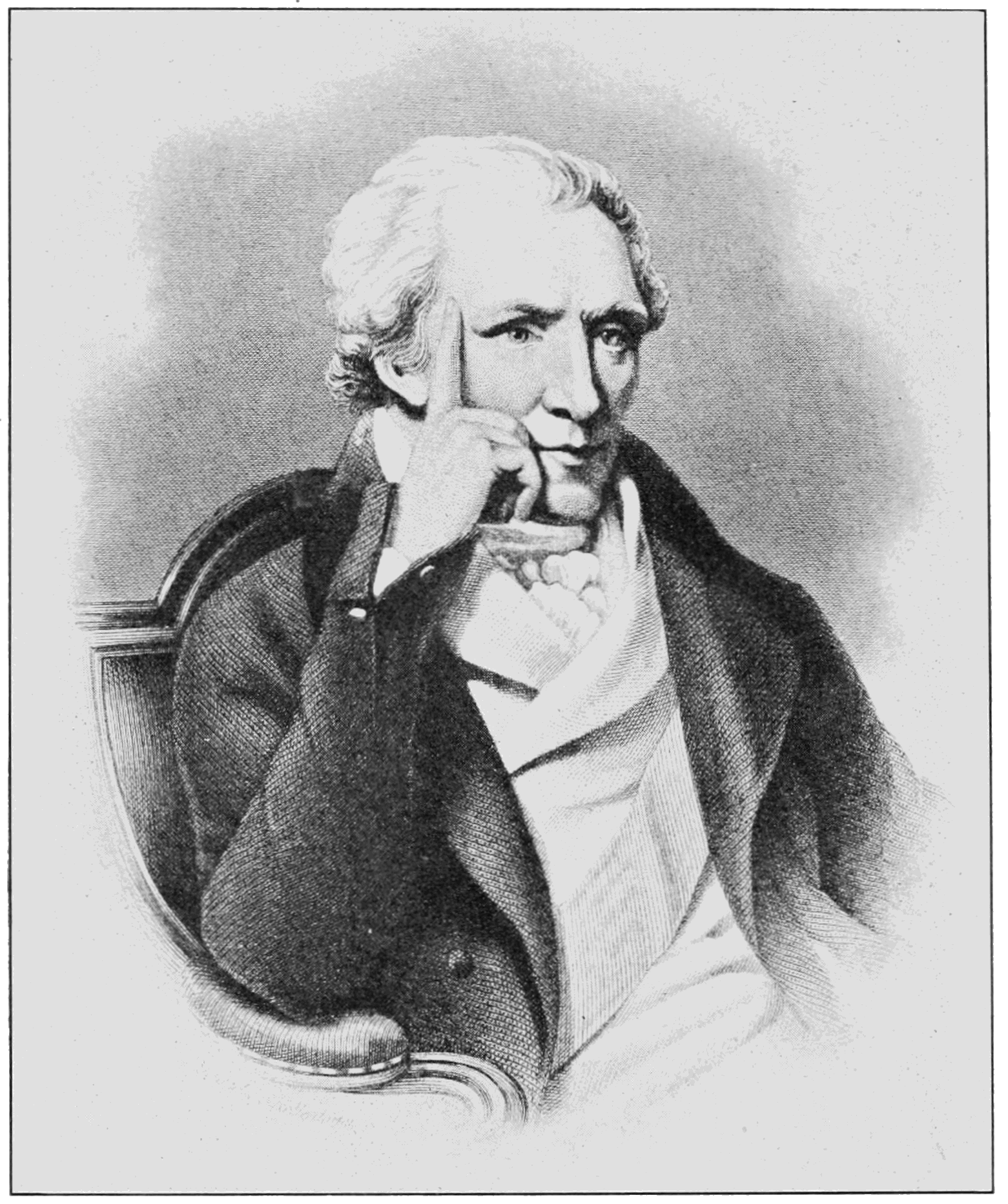
Бенджамин Томпсон, граф Румфорд

В 1801 году Мария-Анна познакомилась с Бенджамином Томпсоном, графом Румфордом, удачливым авантюристом и талантливым физиком. Румфорда покорили её ум и обаяние. В 1803 году они совершили путешествие по Баварии и Швейцарии. После кончины первой жены Румфорда они поженились 22 октября 1805 года. Однако брак этот не был счастливым: характер графа был не из лёгких, к тому же его раздражала излишняя, по его мнению, самостоятельность и независимость супруги. Так, Мария-Анна сохранила фамилию первого мужа фр. Madame Lavoisier de Rumford), демонстрируя преданность его памяти.
Румфорд писал: «У меня есть несчастье быть женатым на одной из самых властных, тиранических, бесчувственных женщин, которые когда-либо существовали, чьё упорство в достижении цели равно глубине изощрённого лукавства, обрамляющего его».
Сложные взаимоотношения супругов закончились разводом в июне 1809 года. Румфорд согласился на развод, заметив со вздохом: «Как же повезло Лавуазье с гильотиной!» Последние 27 лет жизни Мария Анна прожила одна, редко появляясь на людях. Проспер Мериме в переписке упоминает о «мадам Румфорд и её 150 кг тела». Она скоропостижно скончалась в своём парижском доме на улице д’Анжу Сент-Оноре (ныне улица Лавуазье) 10 февраля 1836 года в возрасте 78 лет и была похоронена на кладбище Пер-Лашез.